# Peigarten (zámek)
Zámek Peigarten leží v severní části Waldviertelu v městysi Thaya (Dolní Rakousy) v okrese Waidhofen an der Thaya v rakouské spolkové zemi Dolní Rakousy.
Zámek Peigarten leží při potoce Taxenbachu, jenž obtéká skalní útes u západního přístupu do osady Peigarten. Od hradní věže je pohled na statek a osadu Peigarten.

## Historie
„Pevnost Peygarten" pochází z dob osídlování území v 11. století. První písemná zmínka o ní pochází z roku 1200.

V roce 1375 patřil hrad Peigarten do vlastnictví rytířského rodu Taxnerů. Dalším zámeckými pány byli Heinrich z Neuhausu a Bernhard z Inprucku.

V roce 1644 nabyl hrad lilienfeldský opat Cornelius, který jej přeměnil na zámek, k němuž příslušel statek s chovem ovcí, hospoda, pivovar a lihovar. V té době prožívá Peigarten období rozkvětu.

V roce 1809 kupuje zámek a polnosti hrabě Grünne a sjednocuje panství Peigarten se sousedním panstvím Dobersberg.

Potom se majitelé zámku často měnili.

V roce 1978 získali zámek Peigarten manželé Martin a Ula Wolferovi a začali rozsáhlou renovaci. Roku 1979 byla veřejnosti zpřístupněna zámecká kapli. Od té doby se zde pravidelně konají každoroční tradiční Martinské slavnosti zasvěcené Janu Křtiteli. V roce 1987 byly při renovaci zámecké kaple objeveny románské fresky.
Martin Wolfer je velkým důstojníkem Řádu svatého Lazara, který založil v roce 1979, a ze svého zámku učinil jeho základnu. Prohlídky jsou možné po předchozí dohodě.

### Majitelé
- 1200 Peigartenerové
- 1375 Taxnerové
- 1460 Heinrich von Neuhaus
- 1481 Bernhard von Inpruck
- 1644 Klášter Lilienfeld
- 1809 Hrabata Grünne
- od 1978 Rodina Wolferů